# フォード・GT
フォード・GT (Ford GT) とは、アメリカのフォード・モーターが開発したスポーツカーである。

## 初代（2005年 - 2006年）
かつて1960年代にル・マン24時間レースなどで活躍したレーシングカーであるフォード・GT40のリメイクであり、フォード100周年を記念して限定1,500台がフォードと関係の深いサリーンの工場で2006年まで生産された。この「GT40」という名称には商標登録の問題があり、結局、フォードGTという名称で販売されることになった。GTの開発に当たり、チーフデザイナーにカミーロ・パルドが担当。GT40を彷彿とさせながら現代のスーパーカーとなっている（なお「GT40」の車高はその通称の由来とされる通り40inだが、「GT」は44in強と、少々高い）。駆動方式はミッドシップ（MR）で、V8エンジンを縦置きし、その後ろにデフとギヤボックスが配置されるという、レーシングカーとしてオーソドックスな作りをしている。オリジナルの「GT40」は右ハンドルであったが、このフォードGTは左ハンドルであり、イギリスでも左ハンドルのまま販売された。
日本には正規輸入されなかったものの、個別に数台が輸入されており、ゲームのグランツーリスモシリーズで知られる山内一典が2台所有している。

### フォードGTのバリエーション

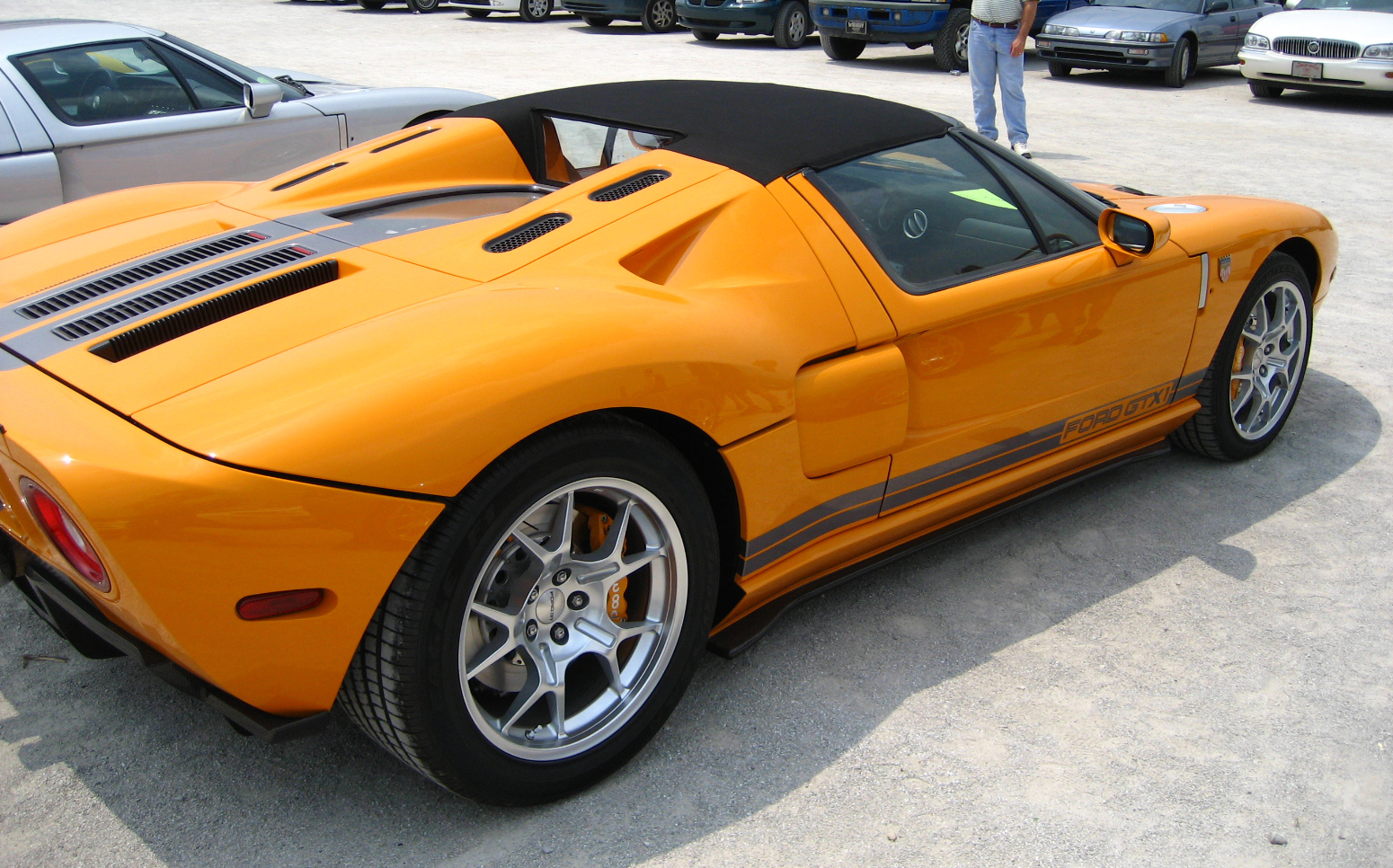
GTX1 試作車

GTX1

2005年の北米SEMAショーにて、Genaddi Design Groupが公開した車両。
フォードGTをロードスターに改造したもので、ルーフはTバールーフとフルオープンの2通りの展開が可能。ただし、特徴的な「ルーフに大きく回りこんだドア」でなくなる仕様。
GTX1はオーダーメイドのみで発売され、米国では数台の個人所有のGTX1が存在している。GTX1の生産は、2008年8月で終了した。改造費用はUS$48,000。
GTB
GTX1を製作しているGenaddi Design GroupのGTB groupが製作した、フォードGTのガルウイング仕様車。GTX1と異なり、こちらはパーツのみの発注も可能であり、日本への発送も行っていた。なお、GTX1をGTBに改造することも可能だった。

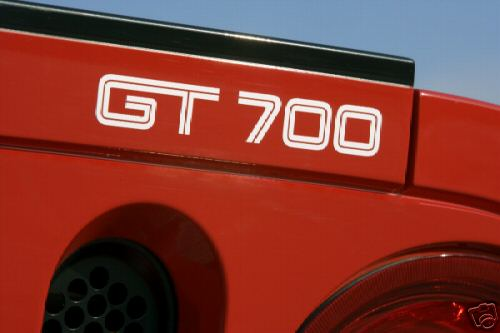
GT700

FORD GT700

FORD GTのチューニングカー。
最高出力は700hp(約709.7PS)まで引き上げられており、スカート部分の「FORD GT」が「GT700」に書き換えられている。現地価格で20万ドル。また「GT1000」というツインターボチューンの車両も存在する。

### レーシングカー
DHG ADVAN FORD GT（日本）
- 車両寸法 4,620mm×1,970mm×1,067mm
- エンジン DHG D35806V300  3,500cc 300PS
- 車重 1,150kg

DHG Racingが、2006年より日本のモータースポーツSUPER GTで出場している車両。一見 市販車両とそれほどの相違点がないように見えるが、中身はまったくの別物となっている。市販のフォードGTをベースに、アルミシャーシを中空パイプシャーシに置き換え、エンジンにはDHG Racingオリジナルの「DHG D35806V300」という3.5L V8 300PS レース用エンジンを搭載。また外装も、エンジンフードを小型化しているなどの変化が見られる。特徴的な乗降のし易さを目的とした『ルーフまで回り込んだドア』は剛性強化のためか改修され、ルーフ部分を切り取ったために一般的なドア形状になっている。タイヤはヨコハマタイヤ。
2006年の初参戦当初はあまり好成績を残せず、シーズン終盤に成績下位への救済措置として性能優遇調整（リストリクター2ランクアップおよび車体重量50kg軽減）を受けたことで、第7戦では予選最下位（車両規定違反によりタイム抹消）から5位を獲得。続いて第8戦オートポリスでは3位表彰台を獲得した。
2007年の第1戦では、番場琢のドライビングミスによりスピン。タイヤバリアに激突してリアを中心に大破したものの、これを機に車両を大きく改善。特に空力面での見直しを図り、マシンの安定性を向上した。また、カラーリングベースをシルバーからパールホワイトに変更している。2007年のカーナンバーは55。ドライバーは池田大祐と番場琢、監督は神長大、テクニカルディレクターに牧野成伸を起用。2008年度からは、所属チームであるDHG Racingの活動休止により参加していない。
Ford GT GT1/GT3 (スイス)

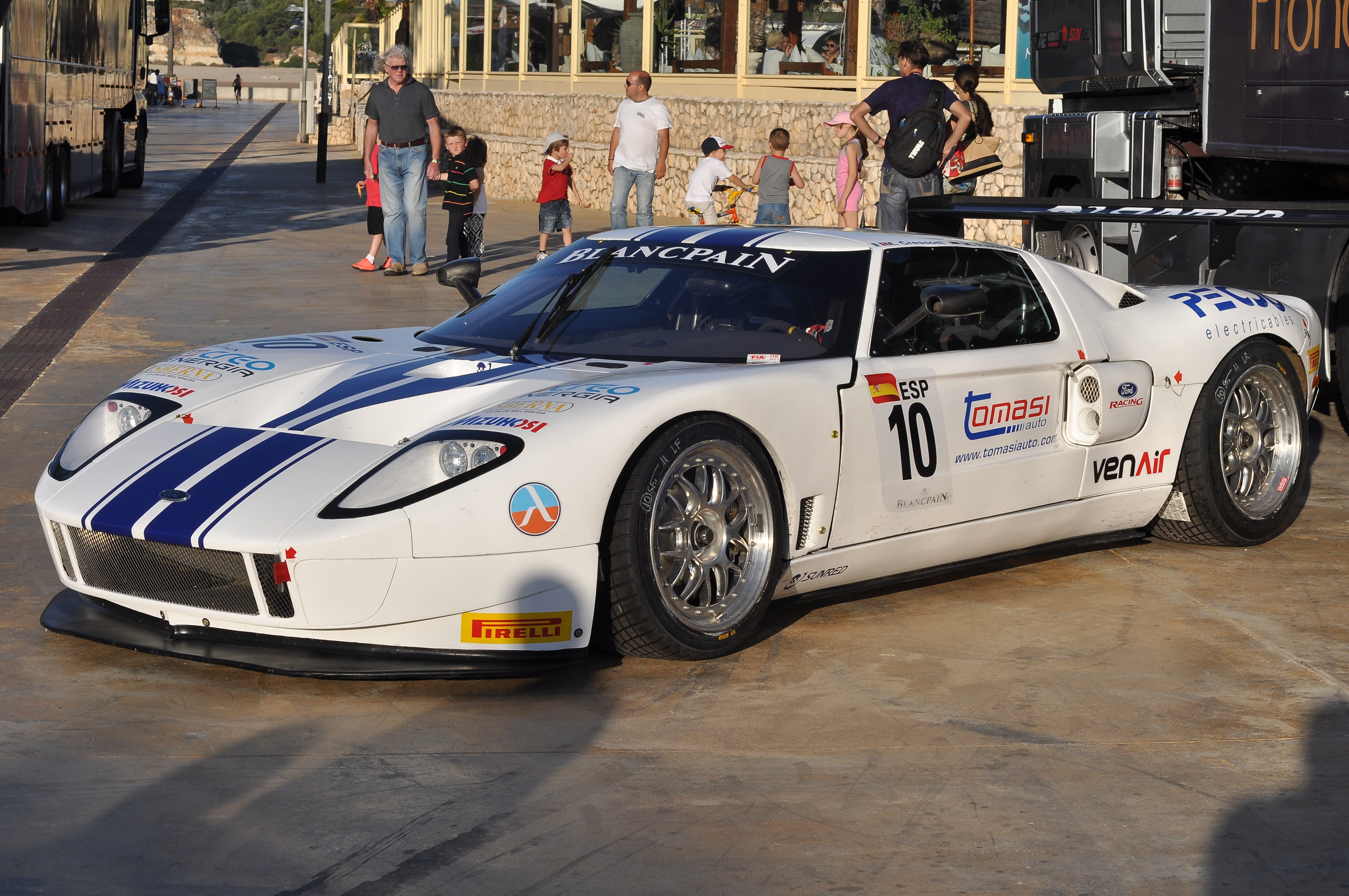
Ford GT GT1

- エンジン Ford Racing Cammer 5.0L V8 550hp@7,200rpm
- トランスミッション HEWLAND 6 speed
- ブレーキ（フロント）380mm AP RACING 6ピストンキャリパー /（リア）355mm AP RACING 4ピストンキャリパー
- タイヤ（フロント）ミシュラン 29/65-18 /（リア）ミシュラン 31/71-18
- 車重 1,250kg

スイスのmatech-conceptsが、FIA GT3 ヨーロッパ選手権に、2007年度から参加している車両。参戦当時のカーナンバーは83。
Matech社の構想は、かつて自動車レース界を席巻したフォードGT40を目指し、新たにフォードGTをレースカーとして設計し直したもの。日本のDHGのフォードGTと比べると、ほぼオリジナルのデザインを保っており、また特徴的なルーフに大きく回り込んだドアもそのままである。
フォードのバックアップの下、2台のフォードGTをレースカーとして設計。フレームにはハイブリッドアルミニウムフレームを使用。車体はフロントフェンダーを拡大し、リアのディフューザーを大型化。さらに大型のGTウイングを装備。エンジンにはFord Racing Cammer 5.0L V8 550馬力680Nmを採用。タイヤはヨコハマタイヤ。後にミシュランタイヤ。車両は徹底的な軽量化と車体強化も果たしており、レースカーとして十分なスペックを誇っている。カラーリングはブルーを基調として、サイドミラーに黄色や赤のペイントを施している。
2007年度の第4戦ブルノからは車両を1台追加し、計3台のフォードGTが参戦した。2007年度は、第2戦ブカレストの第2レースで44号車が優勝した。2008年度は第1戦のシルバーストーンで20号車、第2戦のモンツァで21号車、第4戦のブルノで20号車がそれぞれ優勝を果たしたその他、ドーランレーシング、ファルケンタイヤが、アメリカンルマンシリーズGT2クラスにてフォードGTで参戦している。

### ギャラリー

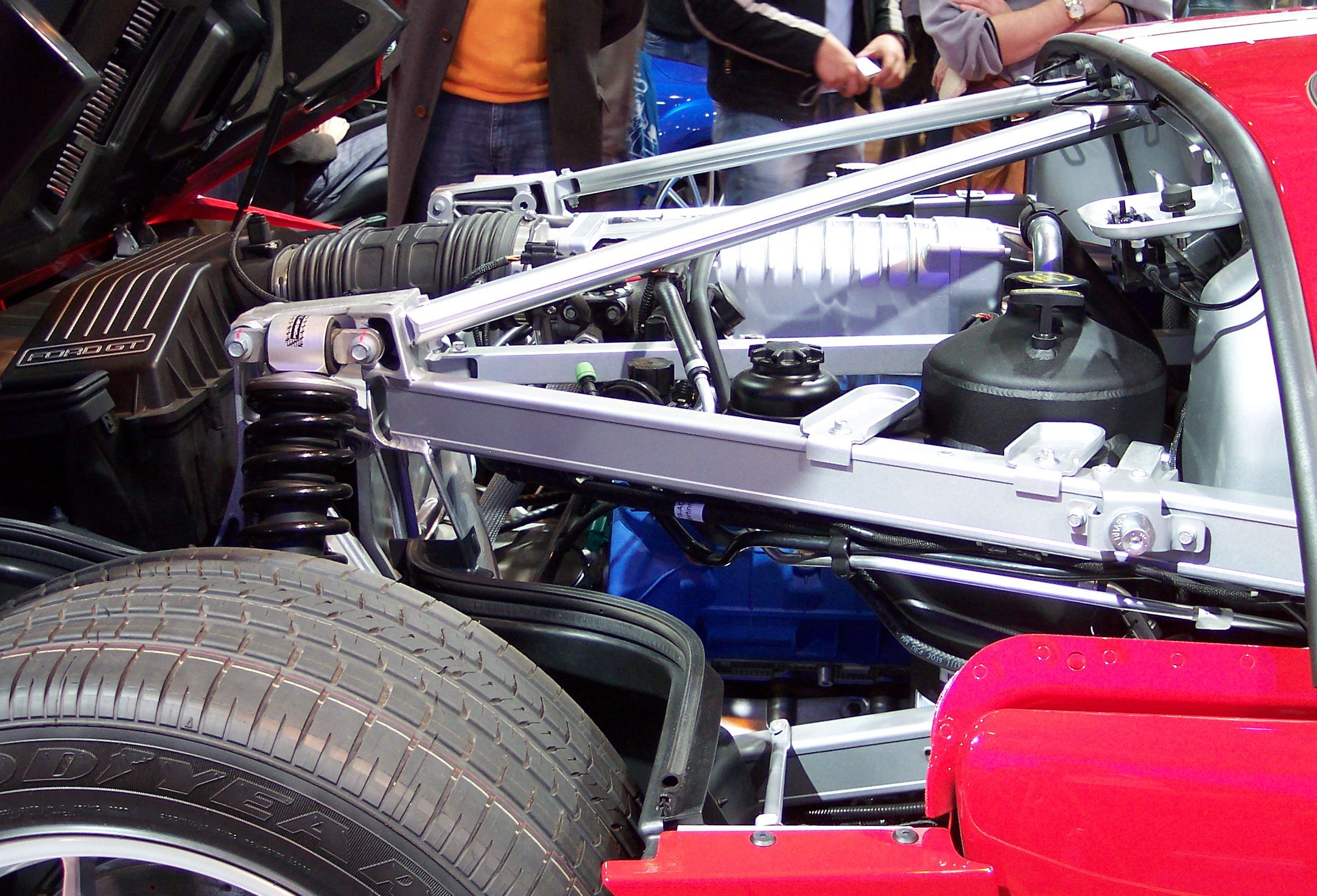
低くマウントされたエンジン。 青い部分がヘッドカバーで、上部には組み立てた職人（二人）のサインが入っている。
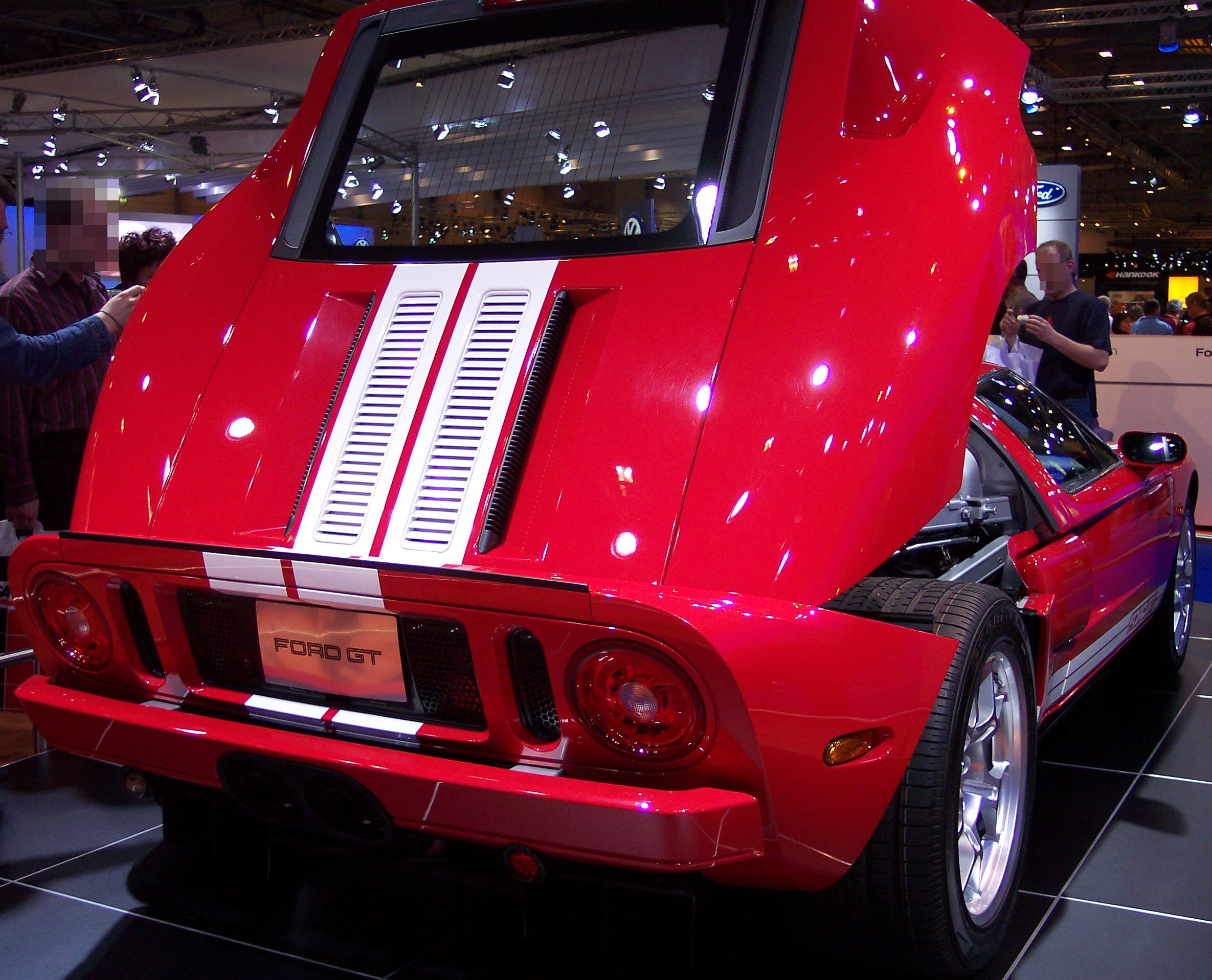
法規によりバンパーを車台に固定する必要があり、リアエンドとカウルは分かれている。
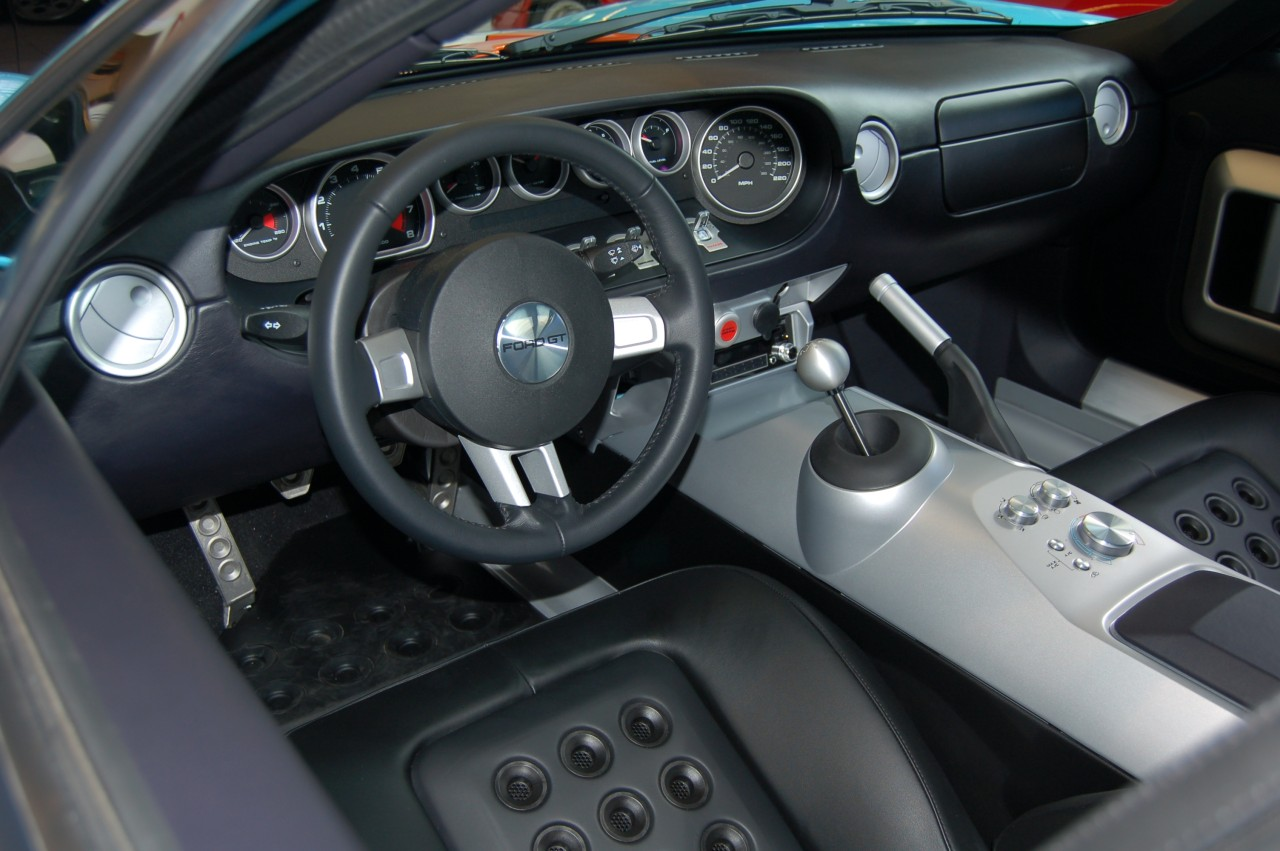
GT40とは雰囲気の異なるインテリア。 左ハンドルで、シフトレバーも中央[3]にある。

## 2代目（2017年 - ）
2015年の北米国際オートショーにおいて発表された。設計はフォードの高性能車開発部門「フォード・パフォーマンス・ビークルズ」とマルチマティック社が行った。生産もマルチマティックに委託される。デザインはGT40、先代GTの流れを汲むが、LM-GTE規定で改造することを前提に、より空力的に洗練されている。
ミッドシップに搭載される3.5 L V型6気筒ツインターボ エコブーストエンジンは600 PS以上を発生。トランスミッションはゲトラグ製7速DCTで、トランスアクスルレイアウトを採用する。ドアはバタフライドアとなっている。リアには格納式の可変ウイングを装備。サスペンションはトーションバーを併用したプッシュロッド式のアクティブサスで、車高を瞬時に変えることができる。
2017年より販売を開始した。当初は1,000台の限定販売とされていたが、2019年には1,350台への増産が発表された。
フォードが日本市場から撤退したため正規輸入は行われていないが、特別に「日本向け」としてデリバリーされた1台が存在している。

### レーシングカー

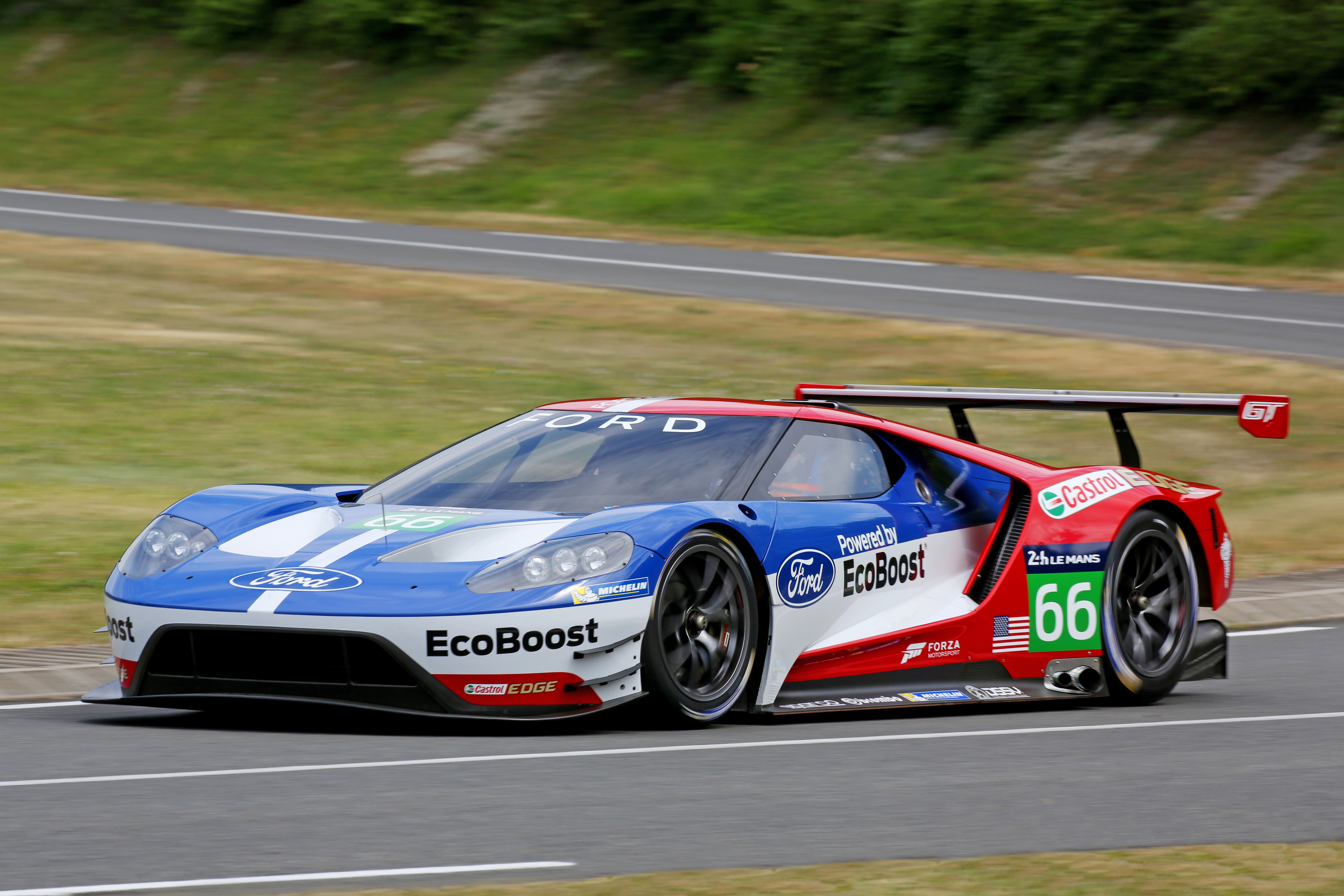
2016年のル・マン24時間レースに参戦したフォード・GT

LM-GTE仕様車はチップ・ガナッシレーシングとマルチマティックのオペレーションで、2016年からWEC（世界耐久選手権）のGTE-Proクラスに参戦。同年のル・マン24時間レースでは参戦初年度ながらクラス優勝を果たす快挙を達成した。なお、この優勝はル・マンで初めてフェラーリを破ってから50周年となる勝利であり、今回もフェラーリを直接対決で破っての優勝であった。
また、同規定を用いたUSCC（ユナイテッド・スポーツカー選手権）のGTLMクラスにも参戦し、こちらもデビュー戦のデイトナ24時間レースで優勝を飾っている。
2019年末をもってフォードは耐久プログラムを終了した。プライベーターへの供給も行われず、フォード・GTは再びサーキットから姿を消した。
2022年12月、フォードはサーキット専用車としてGT Mk IVを発表した。価格は2億3000万円、67台限定で生産する。